# Cultura di Merimde
La cultura di Merimde (nota anche come Merimde Beni-Salame, in arabo مرمدة بني سلامة‎?) fu una cultura del neolitico egizio che corrispose, nella sua ultima fase, alle culture Fayyum A e alla Badari dell'Egitto predinastico. È stato stimato che questa cultura si sia evoluta tra il 4800 ed il 4300 a.C. Il termine "Merimde" viene utilizzato anche per fare riferimento all'omonimo sito archeologico.

## Lavori archeologici
La cultura era concentrata attorno all'insediamento principale di 25 ettari nella parte occidentale del delta del Nilo, in Basso Egitto, 45 km a nordovest di Il Cairo. Il sito fu scoperto da un ex sacerdote tedesco di nome Hermann Junker, che ne scavò 6400 m², durante la sua spedizione sul delta nel 1928. La spedizione era finanziata da Albert Rothbart di New York, per conto dell'Accademia di belle arti di Vienna.
Gli ultimi scavi operati negli anni settanta, svolti dall'Organizzazione delle antichità egizie e dall'Istituto archeologico germanico, portarono alla stesura della sequenza stratigrafica.

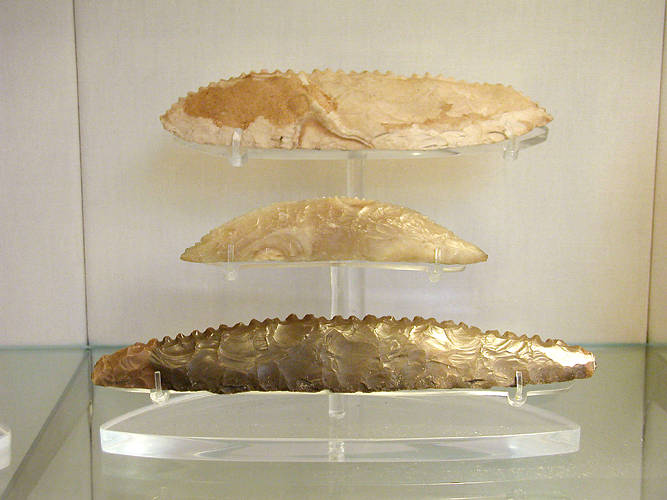
Strumenti litici, Londra, British Museum

## Caratteristiche
Merimde mostra una sequenza di periodi di occupazione che secondo alcune stime durò quasi un millennio. Mentre Junker identificò tre diverse sequenze, altri quali Joseph Eiwanger stabilirono nel 1977 la presenza di cinque importanti livelli di sviluppo. Manufatti come le ceramiche erano molto primitivi durante la prima fase, caratterizzata da un'occupazione leggera. Eiwanger dimostrò che le zone di deposito apparvero durante la seconda fase, quando aumentò l'intensità dell'occupazione.
Interessanti sono i rinvenimenti di piccoli manufatti in argilla, buoi e una testa umana, che risultano essere le prime attività artistiche riscontrate lungo il Nilo.

### Economia
Secondo quanto intuibile dalle prove archeologiche, l'economia di Merimde era dominata dall'agricoltura, anche se caccia e pesca erano praticate in quantità minore. L'insediamento era composto di piccole capanne fatte di cannucce di palude, con una base rotonda o ellittica. Nelle ceramiche di Merimde non c'è traccia di ripple mark.

### Sepolture
Le sepolture mostrano caratteristiche uniche, diverse da quelle dell'Alto Egitto predinastico e del successivo Egitto dinastico. Non c'erano aree separate per i cimiteri, ed i morti venivano sepolti all'interno dell'insediamento, in posizione raccolta dentro buche ovali, senza oggetti votivi o offerte.
Durante la cultura di Maadi questo luogo veniva utilizzato come cimitero.